# 자리얀알바트나

자리얀알바트나의 위치

자리얀알바트나(영어: Jariyan al Batnah, 아랍어: جريان الباطنة)는 과거 카타르에 있던 지방 자치체 가운데 하나로 면적은 3,906km2, 인구는 6,308명(2004년 기준)이다. 2004년 알와크라와 알라이얀으로 나뉘면서 폐지되었다.